# Argyrophis giadinhensis
Argyrophis giadinhensis — вид змій родини сліпунів (Typhlopidae). Ендемік В'єтнаму.

## Поширення і екологія
Argyrophis giadinhensis відомі за типовим зразком, зібраним в околицях Хошиміну на півдні В'єтнаму.